# Ameles spallanzania
Ameles spallanzania är en bönsyrseart som beskrevs av Rossi 1792. Ameles spallanzania ingår i släktet Ameles och familjen Mantidae. Inga underarter finns listade i Catalogue of Life.
Denna bönsyrsa förekommer i södra Europa vid Medelhavet och i större delar av Italien, Portugal och Spanien. Den hittas även på stora Medelhavsöar och -halvöar som Cypern, Kreta, Peloponnesos, Sicilien, Korsika och Balearerna. En population lever i norra Afrika från Marocko till Tunisien. Arten lever i låglandet och i bergstrakter upp till 1650 meter över havet. Den vistas i buskskogar och kulturlandskap. Ameles spallanzania är dagaktiv och den besöker vanligen örter, buskar eller små träd.
Beståndet påverkas negativ av landskapsförändringar och av bekämpningsmedel. Hela populationen anses vara stor. IUCN listar arten som livskraftig (LC).

## Bildgalleri

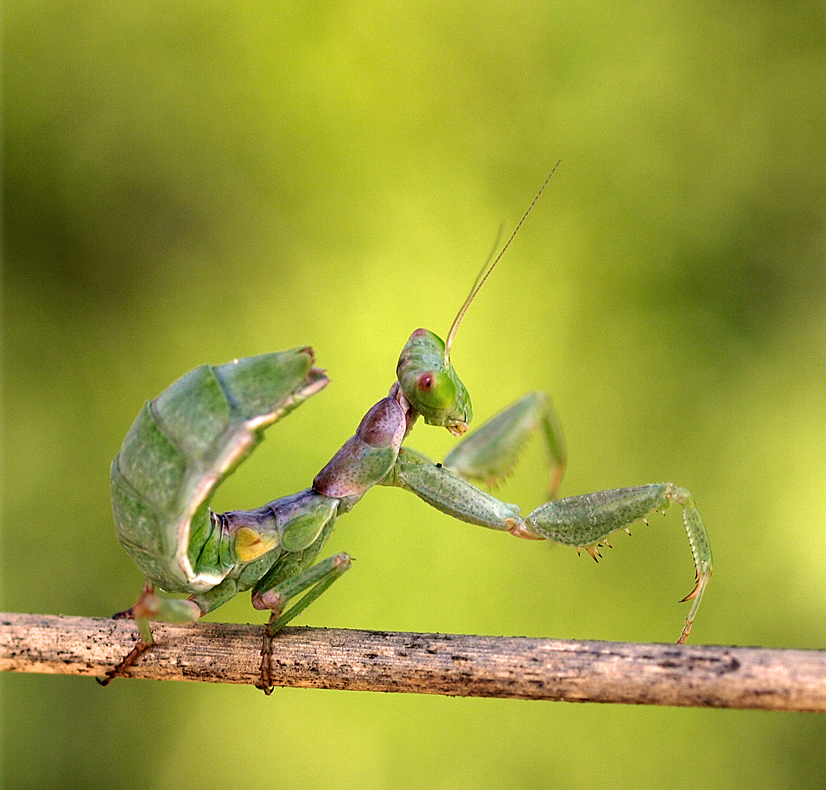
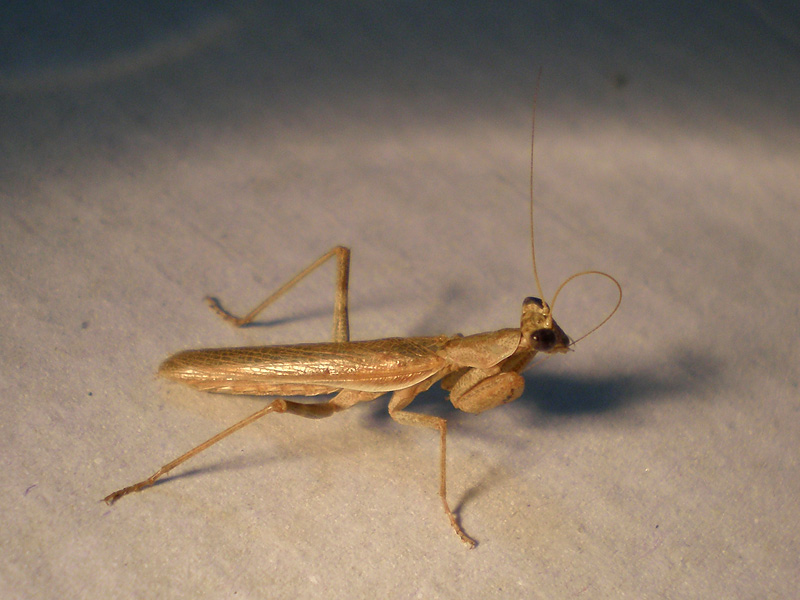
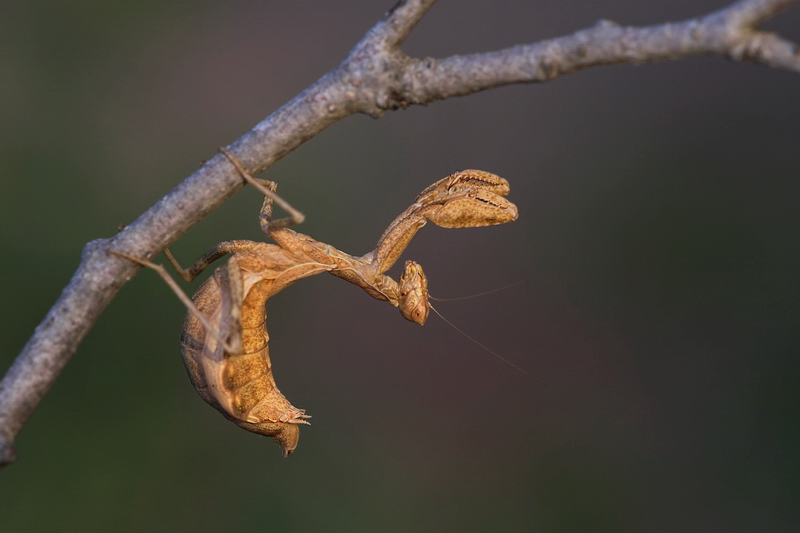